# Giải quần vợt Wimbledon 2019 - Đôi nữ khách mời
Kim Clijsters và Rennae Stubbs là đương kim vô địch, nhưng bị loại tại vòng bảng sau khi rút lui tại trận thứ 3.
Cara Black và Martina Navratilova giành giải, sau khi đánh bại Marion Bartoli và Daniela Hantuchová tại chung kết với tỷ số 6–0, 3–6, [10–8].

## Kết quả

### Từ viết tắt
| - Q = Vòng loại - WC = Đặc cách - LL = Thua cuộc may mắn - Alt = Thay thế - SE = Miễn đặc biệt | - PR = Bảo toàn thứ hạng - w/o = Thắng nhờ đối thủ rút lui trước trận đấu - r = Bỏ cuộc giữa trận đấu - d = Bị xử thua - SR = Xếp hạng đặc biệt |

### Chung kết
|  | Chung kết |                                   |   |   |      |  |
|  |           |                                   |   |   |      |  |
|  | A2        | Marion Bartoli Daniela Hantuchová | 0 | 6 | [8]  |  |
|  | B1        | Cara Black Martina Navratilova    | 6 | 3 | [10] |  |

### Bảng B
|    |                                         | Black Navratilova | Fernández Sugiyama | Keothavong Sánchez Vicario | Majoli Maleeva   | RR W–L | Set W–L | Game W–L | Xếp hạng |
| B1 | Cara Black Martina Navratilova          |                   | 6−3, 6−3           | 6–3, 6–2                   | 6–3, 6–4         | 3–0    | 6–0     | 36–18    | 1        |
| B2 | Mary Joe Fernández Ai Sugiyama          | 3−6, 3−6          |                    | 6–2, 7–6(8–6)              | 6–3, 0–6, [10–4] | 2–1    | 4–3     | 26–29    | 2        |
| B3 | Anne Keothavong Arantxa Sánchez Vicario | 3–6, 2–6          | 2–6, 6–7(6–8)      |                            | 4−6, 4−6         | 0–3    | 0–6     | 21–37    | 4        |
| B4 | Iva Majoli Magdalena Maleeva            | 3–6, 4–6          | 3–6, 6–0, [4–10]   | 6−4, 6−4                   |                  | 1–2    | 3–4     | 28–27    | 3        |